# Bajram Curri
 Ovo je glavno značenje pojma Bajram Curri. Za druga značenja pogledajte Bajram Curri (političar).
Bajram Curri je grad u sjevernoj Albaniji na granici s Kosovom, u udaljenoj, većinom planinskoj regiji. Potoci s planina uljevaju se u rijeku Valbonë poznatu po najčišćoj vodi u Albaniji. Grad je nazvan po Bajramu Curriu, nacionalnom heroju ranog 20. stoljeća. Nalazi se u Tropojskom distriktu. Trenutni gradonačelnik grada je Agron Demushi, izabran 2011. godine. Grad se nalazi uz dolinu rijeke Valbonë, kroz koju prolazi cesta koja ga povezuje sa selima Valbona i Rrogam.